# Globovisión

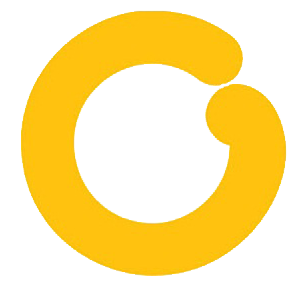
Logo

Globovisión est une chaîne de télévision d’information internationale vénézuélienne lancée en 1994. Chaîne d'opposition au gouvernement d'Hugo Chávez, elle soutient la tentative de coup d’État en avril 2002.